# 城隍
城隍，又稱城隍爺、城隍爺公、城隍老爺、城隍尊神、城隍菩薩，據說原本是從「城牆」與「護城河」演變而來的自然神，後來演變為「人格神」，並有陰間行政官、司法官的職責。

## 沿革
「城」為城牆、「隍」指沒有水的護城河，即壕溝。「城」「隍」二字同時出現於同一文章最早應可追溯到《易經‧泰卦》的「城復于隍，勿用師。」，但此處的「城」與「隍」是用來比喻君王與臣子。漢朝班固〈西都賦序〉中的「京都修宮室，浚城隍……」一句，則是單純指城牆與壕溝。
而關於城隍崇拜的起源，有說法認為可追溯到周朝，是除夕要祭祀八個神之一——水庸。據《禮記》所載，古代天子祭祀“八蜡”中的“水庸”，解釋為「水者隍也，庸者城也」，故一般認為此為祭祀城隍之始，但此時的八蜡之祭應僅由天子祭祀，與後世城隍信仰情況不太相同。
由漢代開始，城隍的祭祀活動不斷提升，各地人民更尊封已死功臣名將或英雄豪傑為城隍，其中有紀信與霍光等。
相傳三國時代的吳國曾建城隍廟；另在《北齊書‧慕容儼傳》記述，北齊大將慕容儼就曾於郢城拜城隍神祠而戰勝了南梁敵軍，為正史最早的明確記載。而《隋書‧五行志》記載：「梁武陵王紀祭城隍神，將烹牛，忽有赤蛇繞牛口。」由此可知，在南北朝的城隍普遍為民間信仰。
唐代城隍信仰大盛，各地廣為建廟，並已出現求晴祈雨、招福避禍、禳災諸事的祭城隍文。撰文的不乏著名人士，其中有：韓愈、杜牧和李商隱等，其中最早的是張說所寫於開元五年（717年）的〈祭城隍文〉。
到了宋代，由於祭祀城隍列入國家祀典，故城隍廟普及各府、州和縣。北宋歐陽修所寫的祭城隍文：「雨惟神有靈，可與雨語，吏竭其力，神祐以靈，各供其職，無愧斯民」，顯示了當時官吏們對城隍的敬重和互賴關係。而這時的城隍神也開始世俗、人格化，有些信徒開始將一些歷史名人尊奉為城隍。
其後元朝，除在元大都（今北京）建城隍廟外，更封城隍為“佑聖王”。
到明太祖朱元璋時，對城隍特別崇敬，曾親詔劉三吾：「朕設京師城隍，俾統各府州縣之神，以鑒察民之善惡而福禍之，俾幽明舉，不能倖免。」明太祖更册封京師、府、州、縣四级城隍，各级城隍神都有不同爵位和服饰，各地最高官員需定期主祭。明太祖曾下令各级官员赴任时，向城隍宣誓就职。洪武二年（1369年），封南京金陵城隍为「福明灵王」，汴州、濠州、太平府、和州、滁州等朱元璋「龍興之地」城隍亦封为正一品王爵，並加上「承天鑒國司民」的尊號。其余城隍各賜爵位：府城隍封為「二品威靈公」、州城隍封為「三品靈祐侯」、縣城隍封为「四品显祐伯」，並加上「鑒察司民」尊號。
不過，洪武三年（1370年），朱元璋即取消城隍之爵位，僅稱為某府、州、縣、城隍之神，且用木主取代神像，廟宇規定要建得如同官署一般。但在明代中期以後，許多城隍廟又重新塑像供奉，並賦予姓名稱號，甚至有道士管理，與禮制不同。而隨著民間社會逐漸涉入城隍廟的修繕與管理後，城隍廟也被用來作為發布消息和官民溝通的場所，士民也利用城隍廟進行立誓、慈善、招魂等活動，城隍廟從有嚴格規範的官廟併成官民共享的空間。
及至清代，城隍祭祀同樣列入祀典，制度大至依循明朝。一年春秋季祭祀兩次，與山川之神、風雲雷雨之神的木主一同祭拜。雖然建有城隍廟，但官方祭祀是在山川壇舉行。此外厲壇祭祀的三天前，會告請城隍。但雖然官方如此規定，但地方官員仍會在初一、十五到城隍廟中參拜，甚至也有地方官員將春秋二祭改到城隍廟進行。而新官到任前需到城隍廟齋宿，上任日，更需在城隍前完成祭禮才能就任。

## 信仰與祭祀

### 官方禮制
在明朝洪武三年（1370年）改制之後，官方將城隍視為自然神，要求城隍廟撤去神像改立木主，並更改廟制與祭祀形式。而每年共進行五次與城隍有關的祭祀，分別是春秋在山川壇的兩次（與風雲雷雨山川之神同祭）和厲壇的三次（清明、孟秋望日、孟冬朔日舉行），城隍廟本身反而不進行祭祀活動。
清朝延續明制，官方同樣是在山川壇、厲壇祭祀城隍，而且同樣是一年五次。春秋二祭在仲春與仲秋舉行，於山川壇設木主（神位），中間是「風雲雷雨之神」，左邊是「本府（縣）山川之神」，右邊是「本府（縣）城隍之神」。而從木主位置、祭品與獻禮順序來看，神明位階依序是風雲雷雨之神、山川之神，最後才是城隍。厲壇祭祀也一樣維持一年三次，並在祭祀前三日告請城隍。不過關於厲壇祭祀，有學者濱島敦俊認為實際上祭祀的對象是「無祀鬼神」，城隍神是擔任主祭者，地方官員則是與城隍神應對溝通，共同完成祭厲儀式。

### 民間
民間信仰中城隍爺是由死去的名人或者对民众有功勞者擔任的，多是公正無私的清官廉吏，也有任期制以及其眷屬之說。由於城隍爺是一種官職，並非某人的獨稱，每個信徒認知的城隍爺都可能是不同人，故一個地方的城隍爺不一定只有一人，如上海城隍廟就奉祀了三位城隍爺；有時好幾個地方奉祀同一人為城隍爺：如北京城隍，說文天祥者有之，說楊椒山者更是多數，此外廣州也奉祀楊椒山，也有人說廣州城隍是劉龑或海瑞。有些比縣級還小的行政單位，如鄉鎮、村莊的守護神也稱為城隍，如霞海城隍。城隍的法力無遠弗屆，也不限於原本的轄區，如臺灣人時常奉祀閩南原鄉的霞海城隍、石獅城隍、安溪城隍等。
在陰間司法神的部分，城隍有專司人間善惡之記錄、通報、死者亡靈審判和移送的職務。現被人供奉於廟宇稱為城隍廟。城隍的崇拜盛行於大中華地區、越南、朝鮮半島，也見於其他地區的華人、越南人、朝鮮人的移民社群。其聖誕日會因地區或廟宇而有所不同。如霞海城隍是五月十三日聖誕。

## 封號
明太祖洪武二年（1369年），官方曾給城隍封號封爵，但是在次年就取消此一制度，僅稱為某府州縣城隍之神，同時還推行以木主取代神像等措施，試圖將城隍從「人格神」改回「自然神」性質。然而在民間仍然將城隍視為人格神，且日後仍有城隍受封之說，學者張傳勇認為從明朝撤封爵之後到清末，朝廷都不再封爵，故此後城隍受封的傳說只是人們對封爵歷史的重溫，是一種解釋性的傳說。

### 官方封號
依明朝官方「城隍階級封號」的說法：

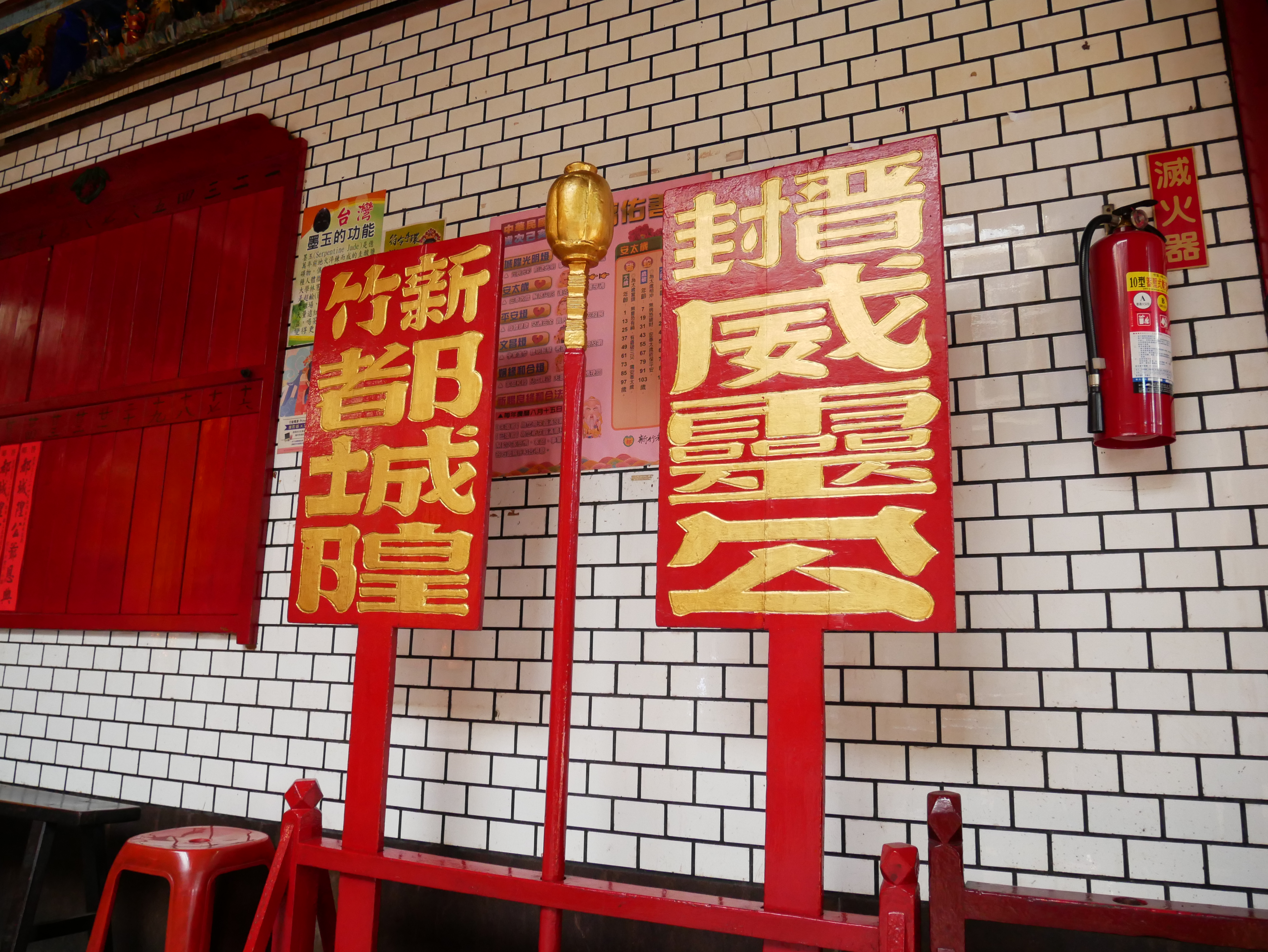
新竹都城隍執事牌上書有「晉封威靈公」爵號

- 京都城隍（享王爵，封承天鑒國司民升福明靈王）
- 龍興之地城隍（享王爵）
  - 龍興之地城隍：汴、濠、太、和、滁等州
- 府城隍（享公爵，封威靈公）：秩正二品，掌管府。
- 州城隍（享侯爵，封靈佑侯）：秩三品，掌管州。
- 縣城隍（享伯爵，封顯佑伯）：秩四品，掌管縣。

### 一般情形
民眾一般把城隍歸為下列幾類：
- 都城隍、府城隍（享公爵，被奉为威靈公）：掌管省或府。
- 州城隍（享侯爵，被奉为「靈佑侯」）：掌管州。
- 縣城隍（享伯爵，被奉为顯佑伯）：掌管縣。

## 職能
- 守護神：守護城池、國家。

- 司法神：主管生人亡靈、獎善罰惡、生死禍福和增進幸福利益等等。

- 城隍在明清以後，成為一個神的官職，類似於人間的知事，而不是單一的一尊神明。都城隍為省級行政區所奉祀，相當於陰間的巡撫。府城隍相當於陰間的知府，縣城隍相當於陰間的縣令。各地的城隍由不同的人出任，甚至是由當地的老百姓自行選出，選擇的標準大抵是「正直賢明」的歷史人物。

- 清代文學家黄六鸿在《福惠全書》中寫道，新縣官蒞境：「於上任前一日，或前三日至城隍廟齋宿」以便在夢中請教境內是否有懸而未決的冤案。

- 有些神明雖不稱城隍，但卻有城隍的性質與職能，如福建省泉州府惠安縣的青山王爺、福州府的五福大帝（五靈公）、馬祖地區的白馬尊王，以及高雄市三民區東寮宮伍福大帝（五帝爺），其廟就配奉有判官、陰陽司或范謝將軍等。

## 各地城隍

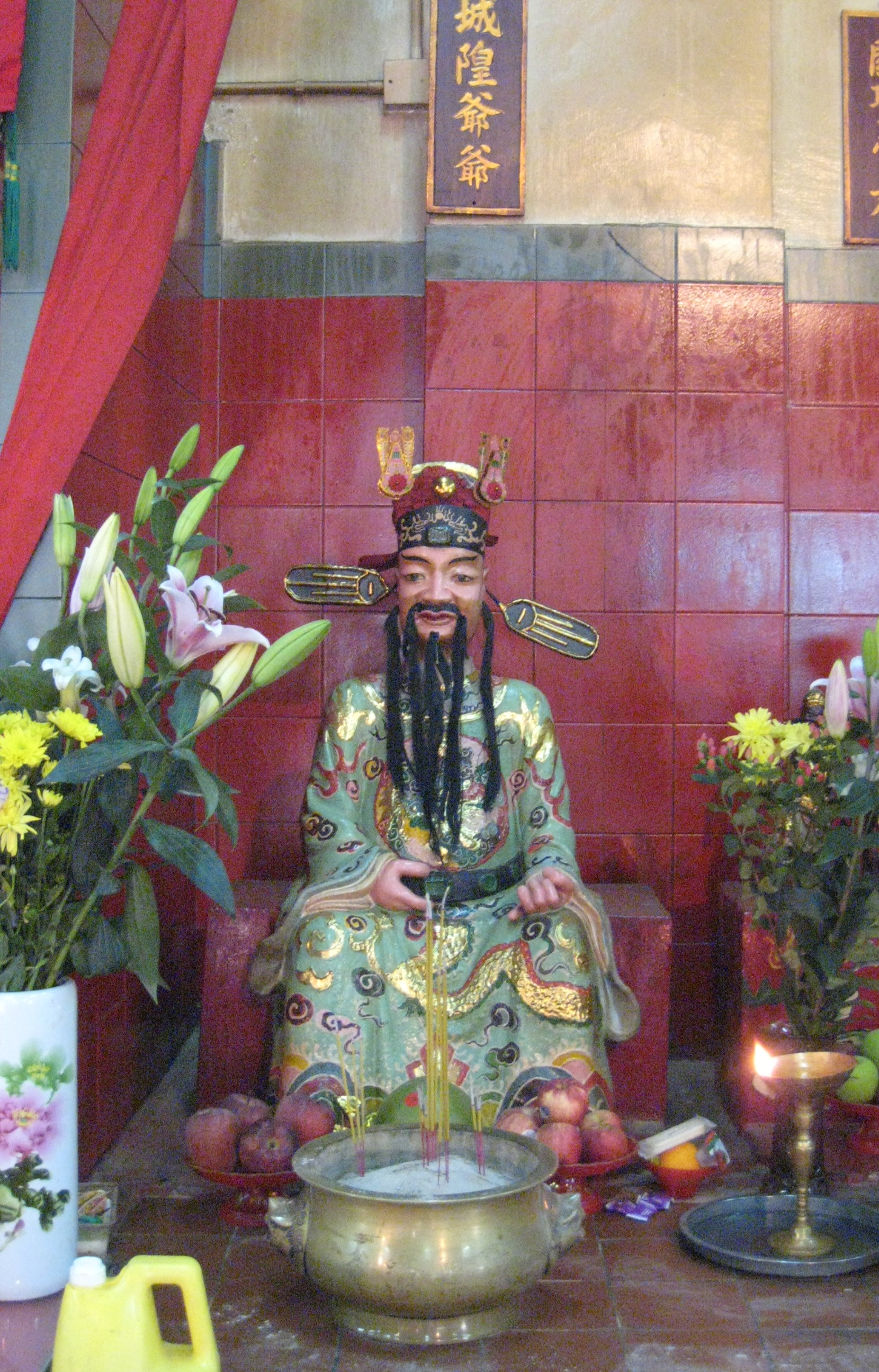
香港赤柱天后廟城隍神像

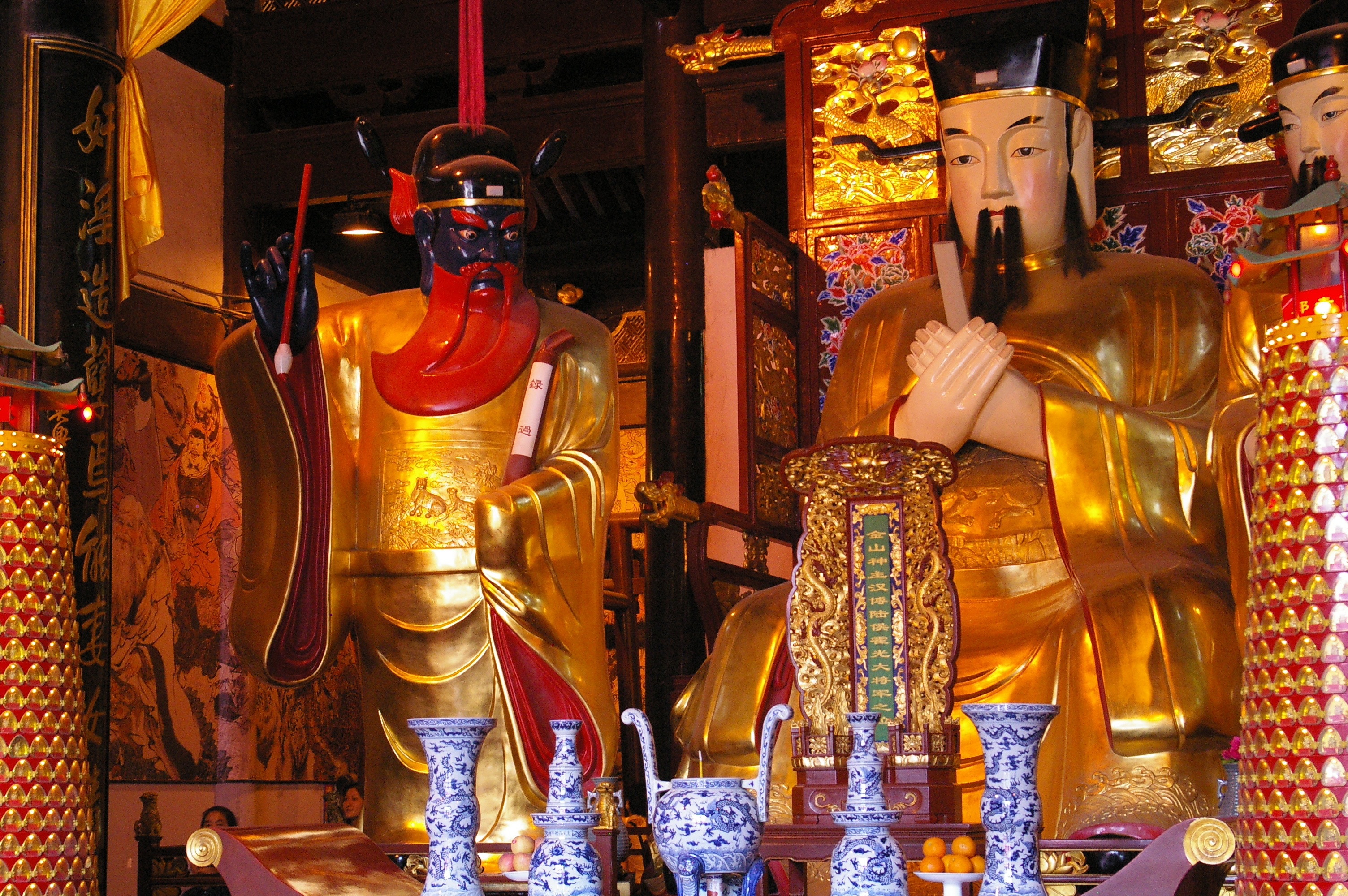
上海城隍廟城隍神像

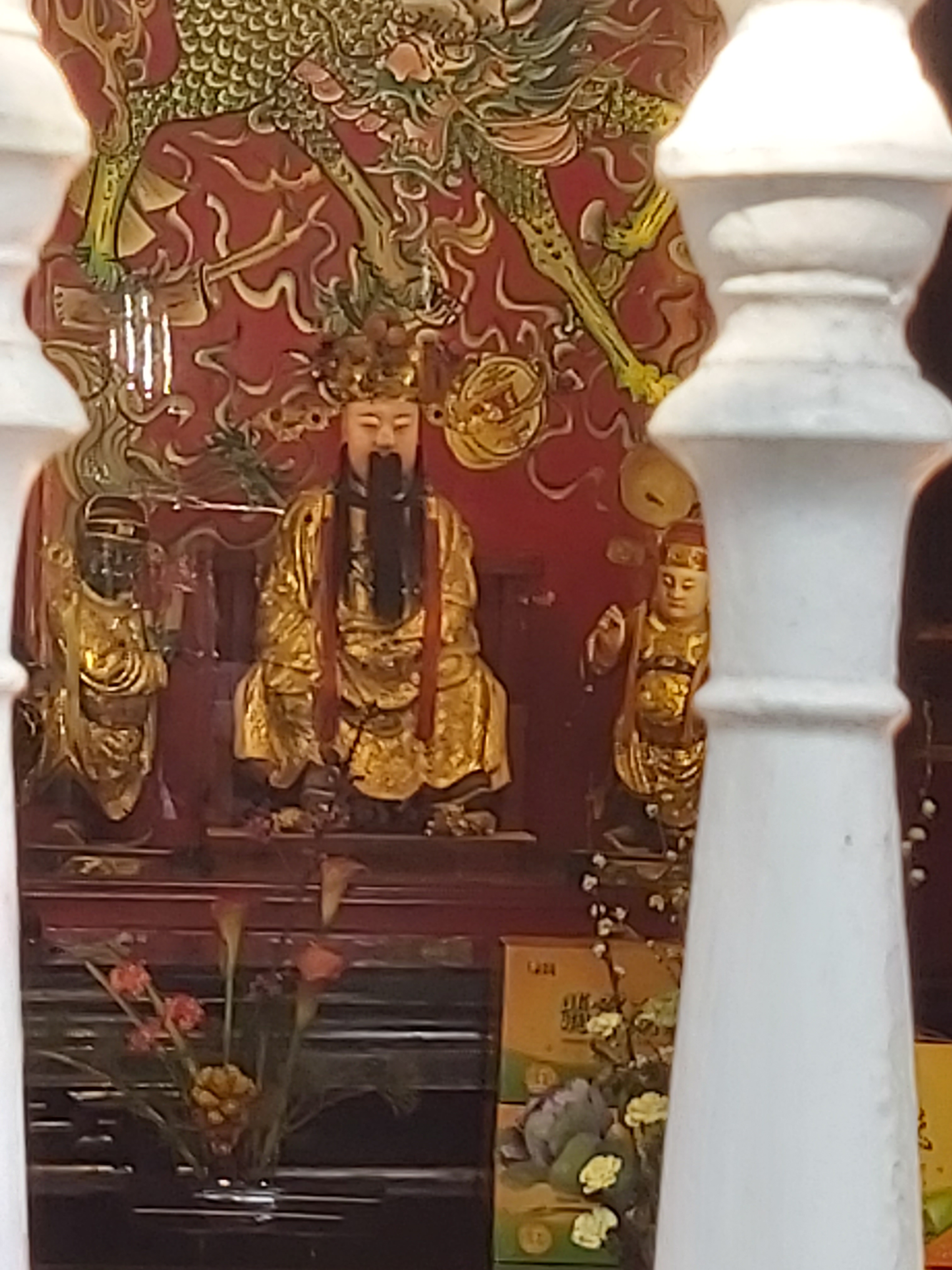
艋舺龍山寺後殿天上聖母殿內陪祀之城隍老爺神像

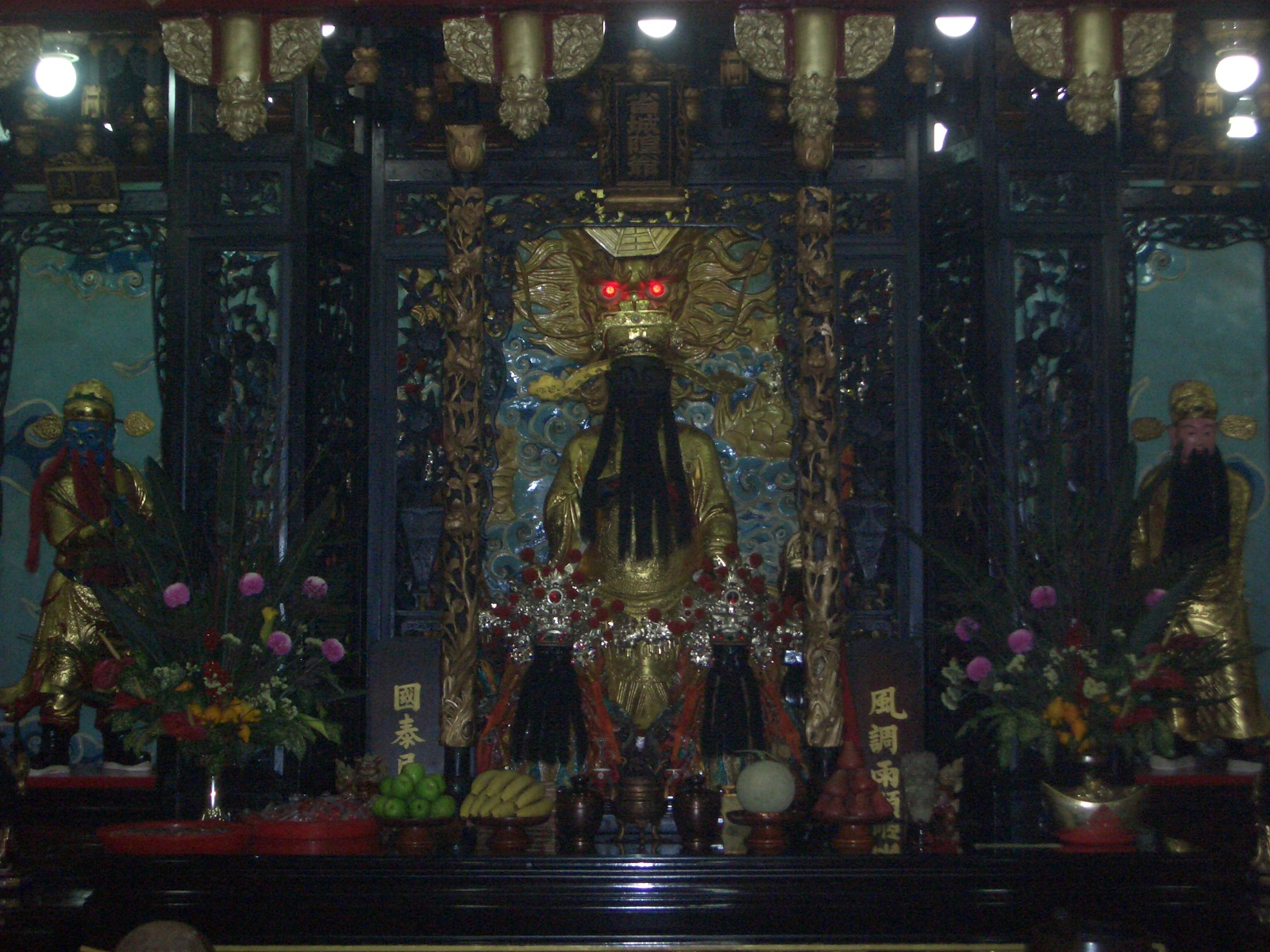
臺灣省城隍廟省城隍神像

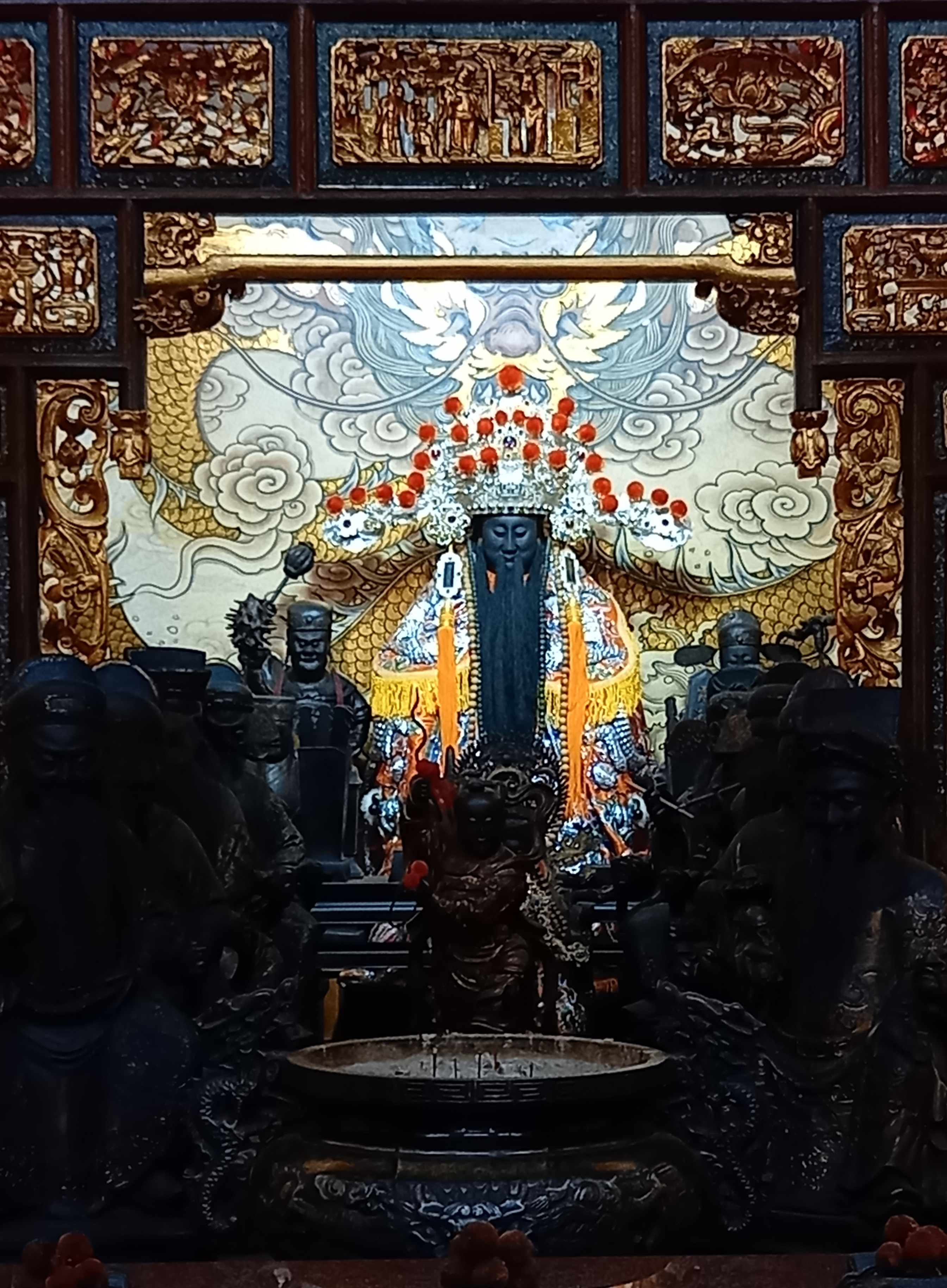
大稻埕霞海城隍廟霞海城隍神像

- 上海三大城隍：老城隍霍光、二城隍秦裕伯、三城隍陈化成。

- 知名城隍：北京城隍楊椒山、福建都城隍（福州府城隍）周苛、濟南府城隍鐵鉉、鄭州府城隍紀信、蘇州府城隍春申君、杭州府城隍周新、紹興府城隍龐玉、泉州府城隍韓琦、南昌府城隍灌嬰、南寧府城隍蘇緘、柳州府城隍柳宗元、曲沃縣城隍申生、蕪湖縣城隍周瑜、和縣城隍范增、安溪縣城隍詹敦仁[7]、谷城縣城隍蕭何、廈門城隍洪朝選、台南小南城隍朱一貴。

- 在臺灣，許多中國大陸原鄉的城隍，得到本省漢族的虔誠香火，立廟奉祀：如安溪城隍、霞海城隍、石獅城隍等。另如閩南泉州惠安人信奉的青山王，亦有城隍職能。
- 安溪二隍殿之安溪二城隍為供奉詹敦仁

- 在台灣有所謂的水鬼變城隍之傳說。在民間信仰中認為枉死者(如水鬼)必須要找人當替身，才能轉世。傳說嘉義紅毛埤（蘭潭）有個水鬼不願意抓人當替身，因此長久痛苦沈淪，此事獲得當地的土地公及媽祖同情。最後土地公上報給閻王，閻王轉呈玉皇，玉皇獎勵其善心，給了他城隍的職位，使他不但脫離水鬼的苦難，還成為治理一方的大神，並於1715年由諸羅縣周鍾瑄知縣捐獻六百餘兩銀俸祿，興建嘉義城隍廟，為台灣少數的官建城隍廟 。
- 新加坡有四間比較有規模的城隍廟，分別是韭菜芭城隍廟、楊桃園城隍廟、雙林城隍廟、丹戎巴葛都城隍廟[8]。

### 城隍官階比較之爭議

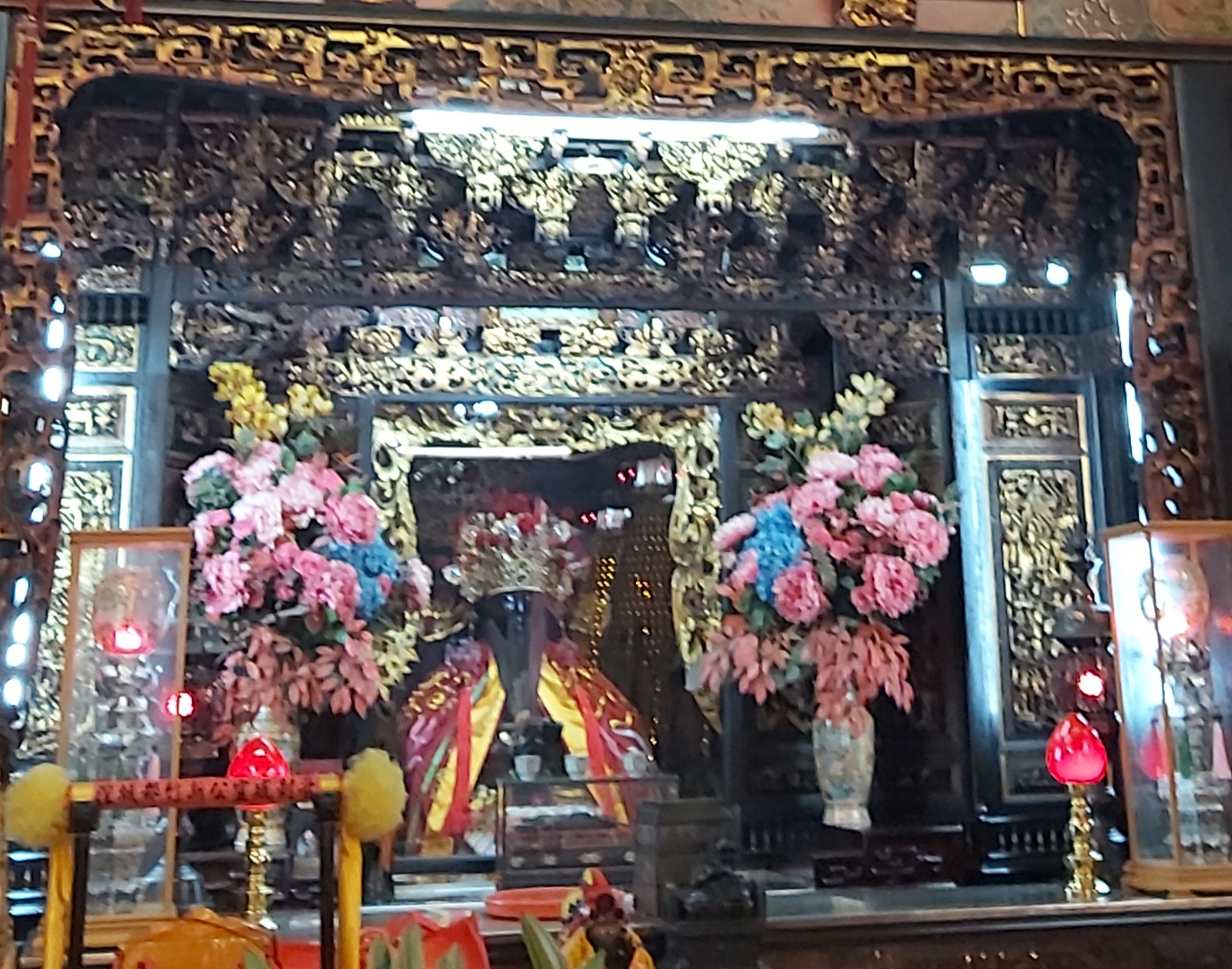
威靈公新竹都城隍神像

- 台南市有臺灣府城隍廟，臺南亦是明鄭時期的首府承天府，其為鄭氏王朝之官建城隍廟，年代最早，並為官位最高府城隍等級的「威靈公」
- 新竹都城隍廟據《淡水廳志》記載，光緒十五年（1889年）因十月紳董林汝梅等以「膏雨愆期，驕陽亢烈」，祈求脫離苦厄而主持城隍廟醮典從當時的疏文中可知，城隍已晉封為「威靈公、新竹縣都城隍」，而使本廟成為臺灣唯一的都城隍廟，廟中朝廷御賜的「金門保障」牌匾亦是證明之一。
- 而二次大戰後臺灣由中華民國治理，臺北民眾以臺北市為臺灣省第一大城，故建廟奉祀「臺灣省城隍」，自行設立了臺灣省城隍廟，由民眾自行升格省級城隍。1949年12月中華民國政府遷往臺北，臺北成為中華民國首都，2011年8月封承天鑒國司民升福明靈王，並奉祀「京都城隍，昇福明靈王」，成為臺灣唯一「京都城隍」，也是臺灣所奉之城隍爺位階最高者。 但三廟信徒各以其歷史為榮，自認所奉之城隍位階最高，頗見爭議。

### 境主
若無城池的街道、行政區欲奉祀守護本地的神祇，則通常不稱城隍，而改稱「境主尊神」、本境大王。

## 外部連結
- 赵晓寰：〈元代城隍信仰：以《全元文》为中心的考察 （页面存档备份，存于）〉。
- 滨岛敦俊：〈朱元璋政权城隍改制考 （页面存档备份，存于）〉。
- 滨岛敦俊：〈明初城隍考 （页面存档备份，存于）〉。
- 朱海滨：〈明代浙江城隍周新信仰成立考——兼论省城隍神的诞生 （页面存档备份，存于）〉。
- 滨岛敦俊：〈明清江南城隍考——商品经济的发达与农民信仰 （页面存档备份，存于）〉。
- 高万桑：〈清代江南地区的城隍庙、张天师及道教官僚体系〉。
- 羅士傑：〈城隍神與近代溫州地方政治——以1949年黃式蘇當城隍為討論中心 （页面存档备份，存于）〉。
- 城隍香火不熄 （页面存档备份，存于）
- 城隍的職能 （页面存档备份，存于）
- 台灣府城隍廟（页面存档备份，存于）